# Nicanore di Stagira
Nicànore di Stagira (Stagira, ... – 318 a.C.) è stato un militare macedone antico.

## Biografia
Nativo di Stagira, Nicanore fu inviato da Alessandro Magno a proclamare ai Giochi Olimpici del 324 a.C. il decreto per il richiamo degli esuli in tutte le città greche. Successivamente, posto a capo dell'armata macedone di Munichia, nel 319 a.C. occupò il Pireo e nel 318 a.C. sconfisse Poliperconte nel Bosforo. Rimpatriato, fu assassinato da Cassandro I, che vedeva in lui un pericoloso arrampicatore sociale.
Alcuni studiosi lo identificano con il genero di Aristotele, nominato nel testamento del filosofo come futuro marito di sua figlia Pizia, e che dovette, comunque, essere amico intimo dello Stagirita, visto che fu tra coloro che venivano nominati tra i tutori dei figli del filosofo e di Erpillide, sua amante o seconda moglie, nonché del patrimonio di Aristotele. Tra l'altro,  Sesto Empirico riferisce che Nicanore morì poco dopo avere sposato Pizia, probabilmente nel 317 a.C.; la vedova sposò Procle e, in seguito, il medico Metrodoro.
Altri studiosi, invece, sostengono che sotto il nome di "Nicanore di Stagira" vadano intesi due personaggi differenti, se non tre, intendendo un altro omonimo, figlio della sorella di Aristotele.